# 第二政党制 (アメリカ合衆国)
第二政党制（だいにせいとうせい、英: Second Party System）は、政治学者や歴史学者がアメリカ合衆国における政党政治の展開について触れるときに用いる時代区分のひとつであり、おおまかに第一次政党制に続く1828年から1854年までを指す（研究者によって時代の始まりと終わりの年が前後する場合がある）。第二次政党制の特徴としては、1828年以降、選挙における投票率が上昇するなど、有権者の関心が急速に高まったことが挙げられる。各政党は、有権者の支持を得るべく選挙集会を開催したり党機関誌を配布したりした。
この時期の主要政党は、アンドリュー・ジャクソンが率いる民主党と、民主共和党の中やその他ジャクソンに反対する者をヘンリー・クレイがまとめたホイッグ党だった。少数党としては、1827年から1834年に重要な革新者だった反メイソン党、1840年の奴隷制度廃止運動家による自由党、1848年と1852年の大統領選挙で動いた反奴隷制度の自由土地党があった。第二次政党制は1850年代半ばに第三次政党制に引き継がれるまで、ジャクソン時代の政治、社会、経済および文化の潮流に影響し、形作られてきた。

## 第二次政党制の特徴
歴史家のリチャード・P・マコーミックはこの「第二次政党制」を定義した可能性の最も強い者とされている。以下のような定義に基づいている。
- 他とは区別できる政党制時代である
- 15年以上の期間存在した。ただし州によってその期間は異なる
- 大統領に当選しようとした指導者達によって創られ、競争者達は独自の全国的党派を作り上げた
- 地域の影響がその発展に強く影響した。例えばジョン・クインシー・アダムズはニューイングランドで最強であり、ジャクソンは（当時の）南西部で強かった
- アメリカ合衆国南部と中西部にも初めて二大政党制が及んだ（これ以前は一党支配の地域だった）
- 各地域で二大政党の勢力がほぼ均衡していた（このような状況は最初でかつ唯一の状況だった）
- 地域的な均衡のゆえに、地域固有の問題（例えば奴隷制度）に脆弱だった
- 同じ2つの政党が全州に登場し、選挙人選挙でも州役人の選挙でも競い合った
- 最も重要なことは1832年から1834年に二大政党が南部に急速に出現したことだった（その大半はヴァン・ビューレンに対する反応）
- 反メイソン党は第二政党が弱い州でのみ盛り上がった
- 方法は多少異なったものの、各地で政治会議が党員集会に変わって登場した
- 各党は党活動家の役職追求という意味で、独自の興味を持っていた
- この政党制で新しく広く行われた選挙運動がもたらされた
- カリスマ的候補者が居らず、特別の問題も無かったので、選挙が接戦となり有権者を駆り立てた
- 党指導者達はそれぞれの考えで、ある程度その党を作り上げた

## 指導者
民主党の著名な指導者は、アンドリュー・ジャクソン、マーティン・ヴァン・ビューレン、ジョン・カルフーン、ジェームズ・ポーク、ルイス・カスおよびスティーブン・ダグラスであり、対するホイッグ党の指導者は、ヘンリー・クレイ、ダニエル・ウェブスター、ウィリアム・スワードおよびサーロー・ウィードだった。

## 第二次政党制出現の原因
1824年アメリカ合衆国大統領選挙は現在のような明確な二大政党制を欠いた状態で争われ、4人の候補者の戦いとなった。各候補者、ヘンリー・クレイ、ウィリアム・クロウフォード、アンドリュー・ジャクソンおよびジョン・クインシー・アダムズは、全てが民主共和党員であり、幾つかの州における派閥を含め地域的な支持基盤があった。選挙人投票では過半数を獲得した候補者が居らず、決着はアメリカ合衆国下院での投票に持ち込まれた。一般選挙の投票結果でまずヘンリー・クレイが脱落し、残り3人での決戦となった時点で、下院議長も務めていたヘンリー・クレイは交渉での決着を図った。アンドリュー・ジャクソンは一般投票でも選挙人投票でも最多数を獲得していたが、当選できなかった。第二代大統領ジョン・アダムズの息子、ジョン・クインシー・アダムズが当選し、即座にクレイを国務長官に選出した。
ジャクソンは、国内の対インディアン戦争で最も有名であり、米英戦争の英雄でもあった。ジャクソンはアダムズとクレイの「闇取引」を声高に非難した。地方の民兵隊や州の政治派閥に活発に働きかけて訴え、民主党という連衡組織をまとめ、1828年の選挙ではアダムズを破った。ニューヨーク州政界の著名指導者であるマーティン・ヴァン・ビューレンがジャクソンの重要な助っ人となり、大型州のバージニア州やペンシルベニア州と共に選挙人票をもたらした。その報酬は国務長官への指名であり、さらに後にはジャクソン政権の後継者として副大統領候補への指名と当選だった。民主共和党のアダムズとクレイの派閥は国民共和党と呼ばれるようになったが、アダムズが党に対する忠実な党員と自らを考えることは無かった。

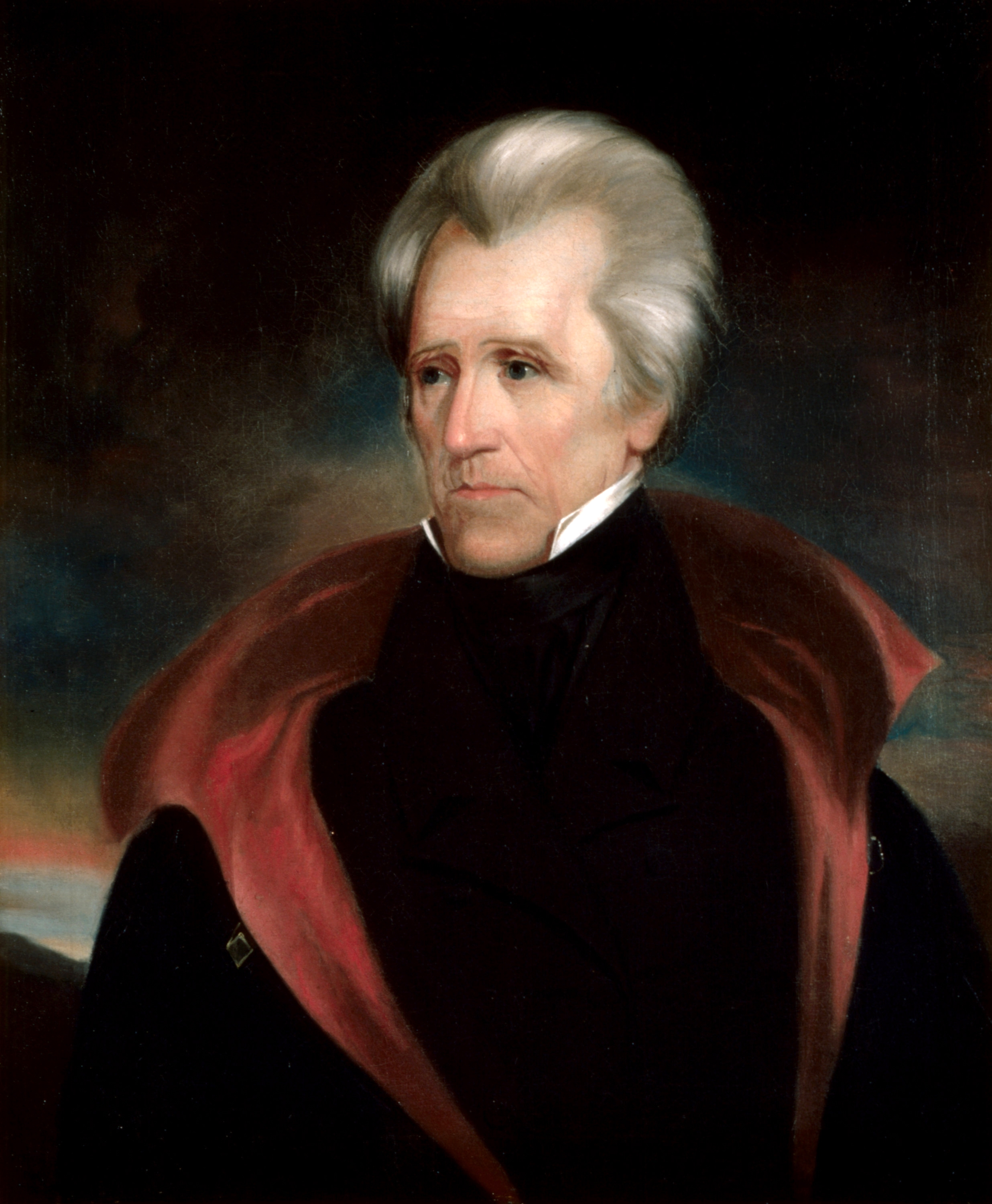
アンドリュー・ジャクソン

## ジャクソン: 銀行戦争と猟官制度
ジャクソンは自分のことを改革者だと考えていたが、実際には共和主義の昔ながらの理想にしがみつき、特別な利益のための特別な恩恵となるもの全てに激しく反対した。大統領になってからのジャクソンは決闘を行わなかったが、以前に政敵を撃ったことがあり、政界という戦場での敵を打ち倒そうと決めていた。第二次政党制は、ジャクソンが第二合衆国銀行を消滅させることに決めたのが主要な原因で起こった。この銀行はフィラデルフィアを本部に、全国の主要都市に支店を構えており、連邦政府が認証し、中央銀行（1世紀後の連邦準備制度に類似）のように運営されていた。地方の銀行家や政治家は、声高く不満を言うニコラス・ビドル第二合衆国銀行頭取によって行使される統制に悩まされていた。ジャクソンは如何なる銀行も好まなかった。ジャクソンにとって紙幣は受け入れ難いものであり、金と銀の正金だけが流通されるべきものと考えていた。第二合衆国銀行問題について、主役であるヘンリー・クレイとの超人的な戦いの後で、ジャクソンは遂にビドルの銀行を潰した。
ジャクソンは銀行制度に対する攻撃を続けた。1836年の「正金流通」で銀行が発行する紙幣を拒否し（このとき国有地を買うときには使えなかった）、金貨と銀貨に固執した。事業家や銀行家の大半（全てではない）がホイッグ党に乗り換え、商業都市や工業都市はホイッグ党の強固な地盤になった。一方ジャクソンは、銀行家や金融に不信を抱く自作農や日雇い労働者に人気があった。
ジャクソンは「猟官制度」と呼ばれた連邦政府の互恵制度を体系的に利用した。過去の支持者に報いるだけでなく、地方や州の政治家が自分の仲間に加われば将来の職を約束した。伝記作者のシレットが説明しているように、ジャクソンが大統領になったとき、「共和主義信条の指導的原理」と宣言して役職のローテーション理論を導入した。役職のローテーションは公職の腐敗が広がることを防ぐものと考えていた。一方でジャクソンの支持者達は党に忠実である者に報いるために公職を使い、党を強めることを望んだ。実際にこれは公僕を党の友人あるいは忠誠者で置き換えることを意味していた。猟官制度はジャクソンに始まったことではなかった。トーマス・ジェファーソンが大統領になった後で、連邦党員の役人を排除したのが始まりだった。ジャクソンは役人全体を変えたのでもなかった。その大統領任期が終わる時点で、当初の公務員の20％足らずを解任しただけだった。ジャクソンが猟官制度を始めたのではなかったが、その成長を奨励し、第二次政党制、さらには第三次政党制が終わる1890年代まで、その中心的な形態となった。ある歴史家は以下のように説明している。

## 近代化するホイッグ党
経済近代化行動者、銀行家、実業家、商業農家の多くが既に国民共和党員だったが、南部のプランテーション経営者達は、無効化の危機に対するジャクソンの対処法に怒り、新しい反ジャクソン勢力に結集し、ホイッグ党と自称することになった。1776年のホイッグが英国王ジョージ3世の専制と戦った愛国者であったのと同様に、この新党も「アンドリュー王」と戦う者と自分達を見ていた。北東部では高度に秘密主義のフリーメイソン的秩序に反発した道徳的改革者が通常の政党に成長して反メイソン党となり、間もなくホイッグ党に合流した。ジャクソンは連邦政府の互恵関係を積極的に使い、タイムリーに地方指導者と同盟し、銀行とその代理人を共和精神に対する大きな脅威と同定する言葉を使って反撃した。最終的にジャクソンの党派は「民主党」と自らを呼ぶことになった。ホイッグ党は経済を近代化させる念入りな計画を創った。新しい工場の創設を促進するために、輸入製品に課する高率関税を提案した。
民主党はそれが金持ちを太らせるだけだと言い、関税は「歳入分」を得られるだけ低くすべきだ（つまりは製造業を育てるに及ばない）と言った。ホイッグ党は銀行と紙幣が必要だと主張し、民主党は正直な者ならそれらを望まないと反論した。道路、運河および鉄道を建設する公共事業は急速な経済発展に必要なインフラを備えるものだと、ホイッグ党は語った。民主党はそのような複雑な変化は望まないと返した。さらに民主党はそれ以上に伝統的な様式で家族を育てる農家が特に必要だと主張した。そのためにはさらに多くの土地が必要であるので、南部と西部へのアメリカ合衆国の拡張を推進した。ジャクソンはアメリカ合衆国のためにフロリダを征服した。ホイッグ党からの激しい反対があったものの、ジャクソンの後継者であるジェームズ・ポーク（在任1844年-1848年）は、テキサス州、南西部、カリフォルニア州およびオレゴン州を併合した。民主党の次の標的はキューバだった（オステンド・マニフェスト）。
多くの都市では裕福な者達が堅くホイッグ党を支持した。ボストン市やニューヨーク市の資産10万ドル以上の者の85ないし90％はホイッグ党に投票した。田園部では市場町や商業地域でホイッグ党が強く、フロンティアやさらに孤立した地域では民主党が強かった。少数民族や宗教社会は通常同様な傾向だったが、アイルランドやドイツ出身のカトリック教徒は民主党の支持が強く、敬虔なプロテスタントはホイッグ党支持だった。

## 民主化
歴史家のジーナップは、1820年以降にジャクソン流民主主義という表題の下にアメリカの政治制度は根本的に変革されたと指摘している（1982年）。ジャクソン自身がその変革を始めたわけではなかったが、1828年に大統領になった利点を生かし、変革の多くを象徴化させた。有権者の生活において政治が初めて中心的役割を始めた。当時の上流選良階級に対する敬意と大体の場合の一般的な無関心の前に、国中の地方政治が特徴付けられた。普通選挙法は大衆の参加を許した張本人ではなかった。1828年以前は政治に興味のある人が少なく、政治が重要には思われなかったので、投票を行い、政治に関わる人が少なかった。1819年恐慌の心理的衝撃と1828年にアンドリュー・ジャクソンが大統領に選ばれたことに続いて、ジャクソンのカリスマ的性格と議論の多い政策によって変化が起こった。ジーナップは、1840年までに革命は終わったと論じ、「第二次政党制が完成して、選挙運動は一般大衆に対するアピール、大衆集会、パレード、お祭りおよび激しい熱狂で特徴付けられ、選挙では高い投票率を生んだ。構造とイデオロギーにおいて、アメリカの政治は民主化された」と論じている。

## 民主党の戦略

### 党の強さ
ホイッグ党は大半の州で強い党組織を築いたが、フロンティアだけは弱かった。新聞を効果的に使い、間もなく有権者の75ないし85％を投票に行かせるわくわくするような選挙戦術を採用した。イリノイ州ではエイブラハム・リンカーンが指導者として既に出現していたが、そこではさらに有能な政治家であるスティーブン・ダグラスに負けることが多かった。ダグラスと民主党は、ホイッグ党の新聞攻勢に幾らか遅れを取ったが、党に対する忠誠心を強調することで埋め合わせた。民主党の集会に出席する者は地方レベルから国政レベルまで誰でも、最後に決まった候補者を好いていようとそうでなかろうと支持することになった。このやり方は多くの分裂を生んだが、全体としてはホイッグ党よりもその党員を支配し動員することを効率的に進めていた。

### ホイッグ党の弱さ
ホイッグ党の基本的な弱さの一つは奴隷制度に関する姿勢を一つに纏められなかったことだった。ホイッグ党は北部の国民共和党と南部の無効化支持派を寄せ集めており、奴隷制度に関してはそれぞれが対立する見解を持っていた。それ故に、奴隷制度問題を無視している限りにおいて選挙運動をうまく遂行することができるだけだった。
1850年代半ばまでに奴隷制度の問題が政界の大きな争点になっており、ホイッグ党はこの問題への統一見解を出すことができず、分裂を始めた。ホイッグ党に残った数少ない者達は北部共和党寄りと南部民主党寄りのどちらかであり、連邦を維持できる唯一の政党だと主張していた。1856年、残っていたホイッグ党員はノウ・ナッシング党の推す大統領候補ミラード・フィルモアを推薦し、1860年には立憲連合党の推すジョン・ベルを推薦したが、1861年に南北戦争が勃発すると、ホイッグ党はその存在を終えた。
大半の町や都市の著名人の多くはホイッグ党員であり、地方役人や判事、さらに州役人の多くを占めていた。このために政治的措置の結果は複雑だった。民主党地域にある強いホイッグ党の飛び地、イリノイ州スプリングフィールドでは、個人が如何に投票したかを示す投票地図を見ると、1836年の大統領選挙で候補者マーティン・ヴァン・ビューレンに対抗する形でホイッグ党が起こり、1840年の大統領選挙で結束を固めた様子が分かる。スプリングフィールドのホイッグ党の歴史はどこにもあてはまるような傾向がある。彼等は大半が地元の生まれかニューイングランドあるいはケンタッキー州の生まれであり、専門職か農場所有者であり、党組織に献身的だった。エイブラハム・リンカーンの経歴はホイッグ党の政治的興隆を写しているが、1840年代までにスプリングフィールドは移民が入ってきて構成比が変わったために、民主党の支配に落ち始めた。1860年大統領選挙では、リンカーンがやっとのことでスプリングフィールド市を制したという状態だった。

### 1852年における民主党支配
1850年代までに民主党指導者の大半はホイッグ党の提案するアイディアの多くを受け入れてきており、工場や鉄道の経済的近代化が急速に進行していることを否定する者はいなかった。昔からの経済論点は、カルフーン、ウェブスター、クレイ、ジャクソンおよびポークといった古い指導者達が現役を退いていくのとほぼ同時に消えていった。新しい問題は特に奴隷制度に関わる問題であり、移民排斥と宗教の問題が前面に出てきた。1852年はホイッグ党が最後に喝采を叫んだときであり、民主党が2つに分裂しさえすれば、勝つことができると誰もが理解したときだった。ホイッグ党は残っている振りをしていたが、党員も指導者も静かに消えていった。このとき第三政党制が既に出現しようとしていた。

### 伝記
- Brands, H. W. (2005) Andrew Jackson: His Life and Times
- Cole, Donald B. (1984). Martin Van Buren And The American Political System
- Foner, Eric. "Lincoln, the Law, and the Second Party System," in The Fiery Trial: Abraham Lincoln and American Slavery (2010) ch 2
- Remini, Robert V. (1998). The Life of Andrew Jackson, abridged version of his 3-volume biography
- Remini, Robert V. (1959). Martin Van Buren and the Making of the Democratic Party
- Remini, Robert V. (1991). Henry Clay: Statesman for the Union. W. W. Norton & Company. ISBN 0-393-31088-4
- Remini, Robert V. (1997). Daniel Webster
- Syrett, Harold C. Andrew Jackson: His Contribution to the American Tradition (1953) online
- Van Deusen, Glyndon G. Thurlow Weed, Wizard of the Lobby (1947)

### 州および地域単位の研究
- Cole, Arthur Charles (1913). The Whig Party in the South online
- Formisano, Ronald P. (1971). The Birth of Mass Political Parties: Michigan, 1827-1861
- Formisano, Ronald P. (1983). The Transformation of Political Culture: Massachusetts Parties, 1790s–1840s
- Mueller, Henry R. The Whig Party in Pennsylvania (1922) online
- Ratcliffe, Donald J.  The Politics of Long Division: The Birth of the Second Party System in Ohio, 1818-1828. (2000). 455 pp.
- Winkle, Kenneth J. "The Second Party System in Lincoln's Springfield." Civil War History (1998) 44(4): 267-284. Issn: 0009-8078

### 一次史料
- Blau, Joseph L. ed. Social Theories of Jacksonian Democracy: Representative Writings of the Period 1825-1850 (1947), 386 pages of excerpts
- Hammond, J. D.  History of Political Parties in the State of New York (2 vols., Albany, 1842).
- Howe, Daniel Walker (1973). The American Whigs: An Anthology online